# Forget Me Nots
Pour les articles homonymes, voir Forget Me Not.
Singles de Patrice Rushen
Never Gonna Give You Up
(1981) Breakout!
(1982)
Forget Me Nots est un single de 1982 de la chanteuse américaine Patrice Rushen. La chanson est écrite par l'artiste avec Freddie Washington et Terri McFaddin pour le 7e album de Patrice Rushen Straight from the Heart qui paraît la même année.

## Genèse

### Contexte
Patrice Rushen commence sa carrière au début des années 1970 dans le jazz. Elle est multi-instrumentiste mais principalement pianiste. Après sa signature avec le label Prestige, elle sort son premier album Prelusion en 1974, suivi de Before the Dawn (1975) et Shout it Out en 1977. Avec son groupe elle tourne dans divers pays, elle est également musicienne de session.
Elle rejoint Asylum, division d'Elektra Records orientée vers la pop en 1978 avec l'idée pour l'artiste comme pour le label de créer « une musique qui mélange la sophistication du jazz et une sensibilité plus commerciale ». Son chant s'affirme sur les disques de cette période,.

### Création
La chanson est née chez Patrice Rushen au cours d'une jam session avec Freddie Washington. Elle déclare être partie dans la cuisine boire un verre d'eau et l'avoir entendu jouer la ligne de basse. Elle enregistre dès lors le passage que Freddie Washington rejoue et ils construisent la chanson sur cette base.
L'album Straight from the Heart est déprécié par les dirigeants du label, ceux-ci estimant que le disque n'a pas de hits de même que Forget Me Nots qui ne plaît pas lors de sa présentation. De manière générale, l'artiste et son groupe se plaignent d'un manque de soutien global de la part de leur maison de disques,, malgré l'octroi de budgets permettant de créer dans des bonnes conditions. Avec ses musiciens, ils promeuvent aux stations de radio et en tournée le titre grâce à un financement en commun,.

## Écriture et composition

### Écriture
Les paroles évoquent un amour passé. La chanson est construite autour du jeu de mots entre la phrase « forget me not » (ne m'oublie pas) et « forget-me-nots », le myosotis.

### Composition
Le titre est structuré par une ligne de basse et des « claps » reconnaissables, ainsi que des touches de piano électrique.

## Accueil

### Accueil critique
En dépit de ventes et de classements dans les charts modestes, la popularité de la chanson est établie quelques semaines après sa sortie. Forget Me Nots est considérée depuis comme un classique de la funk par la critique musicale anglo-saxonne, et française,, apparaissant par exemple dans le classement des meilleures chansons disco du magazine britannique NME.

### Nominations
La chanson offre à Patrice Rushen une nomination pour un Grammy Award dans la catégorie Grammy Award de la meilleure prestation vocale R&B féminine.

## Classements

### États-Unis
Après une entrée à la quatre-vingt-dixième position lors de la semaine du 25 au 1er mai 1982, le single atteint sa meilleure place de numéro vingt-trois du Billboard Hot 100 le 3 juillet 1982, pour un total de seize semaines classées.
Il atteint également la quatrième place du Hot R&B/Hip-Hop Songs le 8 mai 1982 et la deuxième du Hot Dance Club Songs le 22 mai 1982.

### Royaume-Uni
Au Royaume-Uni, la chanson obtient une huitième place le 29 mai 1982.

## Certifications
Le single n'a aucune certification de ventes « Gold » ou supérieure confirmée par la Recording Industry Association of America.

## Reprises
La chanson est reprise ou samplée une cinquantaine de fois,. 
Parmi les plus notables figure la reprise de l'œuvre par Will Smith comme titre principal du film Men in Black (1997) sous le nom de Men in Black. La chanson est première dans plusieurs pays européens ainsi qu'en Australie et en Nouvelle-Zélande.
Le thème mélodique de Forget Me Nots se retrouve dans la chanson de George Michael Fastlove sortie en 1996.
Le thème mélodique de Forget Me Nots se retrouve dans la publicité de la MAAF, publicité française en 2023.